# Ålesund Storsenter
Ålesund Storsenter er et storcenter i Ålesund centrum i Norge. Det har omkring 70 butikker og restauranter fordelt på to bygninger. Centret blev åbnet i 1998 da de to mindre indkøbscentre Møller City og Grimmergaarden blev slået sammen til et, og i samme omgang blev det lavet en betydelig udvidelse af Grimmergaarden.
Senere blev Ålesund Storsenter udvidet i 2005.